# Passo della Pradarena
Il passo di Pradarena (1579 m) è un valico dell'Appennino tosco-emiliano che separa la Toscana dall'Emilia ed in particolare la provincia di Lucca da quella di Reggio Emilia. Il passo si trova sul crinale appenninico principale, tra il monte Cavalbianco (1855 m) e il monte Asinara (1750 m). Sul versante emiliano, la valle del rio Pradarena e Rossendola scende verso Ospitaletto e Ligonchio, confluendo verso la valle del torrente Ozola e del fiume Secchia.
Il passo è attraversato dalla strada provinciale 12 in territorio toscano, che diventa la strada provinciale 18 in territorio emiliano. È il passo asfaltato e transitabile tutto l'anno più alto di tutto l'Appennino settentrionale e in generale uno dei più alti di tutta la catena appenninica.
Il passo di Pradarena si trova all'interno del Parco nazionale dell'Appennino Tosco-Emiliano e nel territorio della comunità montana della Garfagnana. Separa i comuni di Ventasso (ex comune di Ligonchio) da quello di Sillano Giuncugnano (ex comune di Sillano).

## Escursioni
Essendo in quota, il passo di Pradarena è punto di partenza ideale per le escursioni. Si trova sull'itinerario del Sentiero 00, lungo la Grande Escursione Appenninica. In direzione nord-ovest il sentiero 00 collega il passo di Pradarena con il passo del Cerreto passando per il monte Ischia (1732 m), cima Belfiore (1815 m) e monte La Nuda (1893 m). In direzione sud-est si raggiunge invece il monte Sillano (1874 m) e quindi monte Prado (2054 m), la catena del monte Cusna (2120 m) e i rifugi Bargetana e Battisti.

## Storia
Il passo era conosciuto e utilizzato già in epoca romana e vi passava una strada che collegava la Garfagnana con la pianura Padana. Da qui transitarono i soldati romani che nel 183 a.C. portarono soccorso ai compagni assediati dai Galli a Tannetum, lungo la via Emilia. Ulteriore prova delle antiche origini del passo sono i resti dei ricoveri (ospedali) per viandanti e pellegrini che si trovano lungo la strada che attraversa il valico.
Alla fine del 1700 Ludovico Ricci nella sua opera “Corografia dei territori di Modena, Reggio e degli altri stati appartenenti alla casa d'Este (1788), Modena, Soliani, 1806”, per descriverci la strada che passava per il passo di Pradarena usava le seguenti parole:
«Da Fellina, qui vi trova un ramo di strada al Mezzodì, che passando la Secchia alla Gatta corre per Menozzo e Ligonchio a Sillano e cala in Garfagnana»
Lo storico R. Andreotti, nella sua opera “Le comunicazioni antiche di Parma col Tirreno”, riporta che “L'Itinerarium Antonini” alla voce “Item a Perme-Laca M.P.C.I” intende indicare una strada romana che univa Parma con Lucca, usciva dalla porta orientale di Parma e tagliando obliquamente le maglie centuriali, puntava verso la valle dell'Enza per passare poi in quella del Secchia. Valicato così l'appennino reggiano per il passo di Pradarena, la strada scendeva in Garfagnana e seguendo il Serchio e arrivava a Lucca.
A sostegno della tesi dell'Andreotti interviene anche Tito Livio ricordandoci che il console Marco Emilio Lepido inseguendo i Liguri tra valli e monti giunse fino ai monti Ballistam (Valestra) Suismontiumque (Pietra di Bismantova) attraversando tutti gli Appennini. E i passo di Pradarena è molto vicino a queste località. E inoltre va ricordato che in Località "Gatta/San Bortolomeo" durante i lavori per la costruzione di una strada negli anni '70 sono state ritrovate delle tombe romane. E infine la leggenda narra che il paese di Sillano sarebbe stato fondato da Lucio Cornelio Silla, mentre si apprestava ad affrontare i Cimbri nella battaglia dei Campi Raudii e trovando il passo di Pradarena ostruito dalla neve dovette allestire un accampamento per le sue legioni nel territorio di Sillano.

## Galleria d'immagini

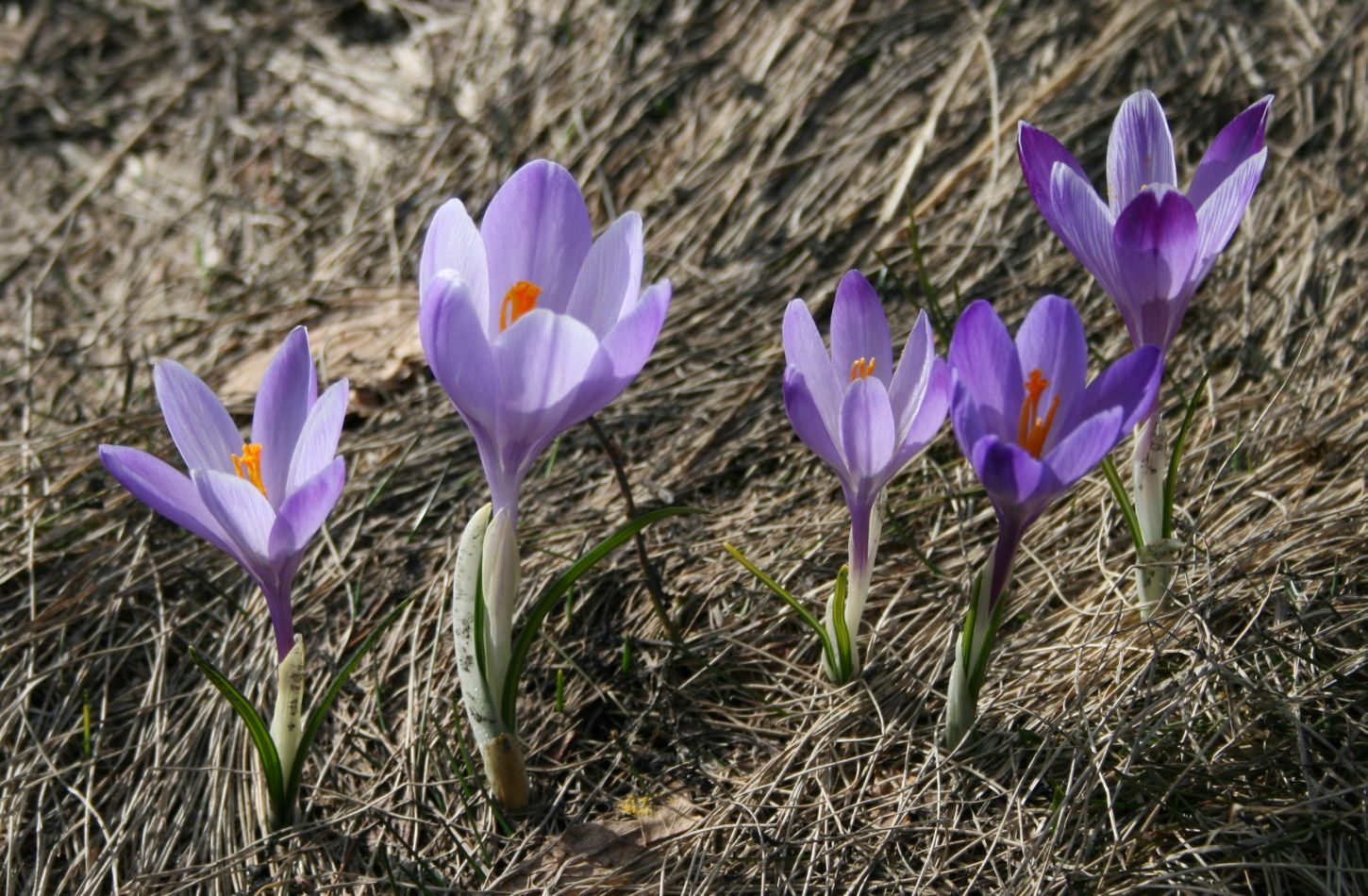
Crocus vernus vicino al Monte Asinara
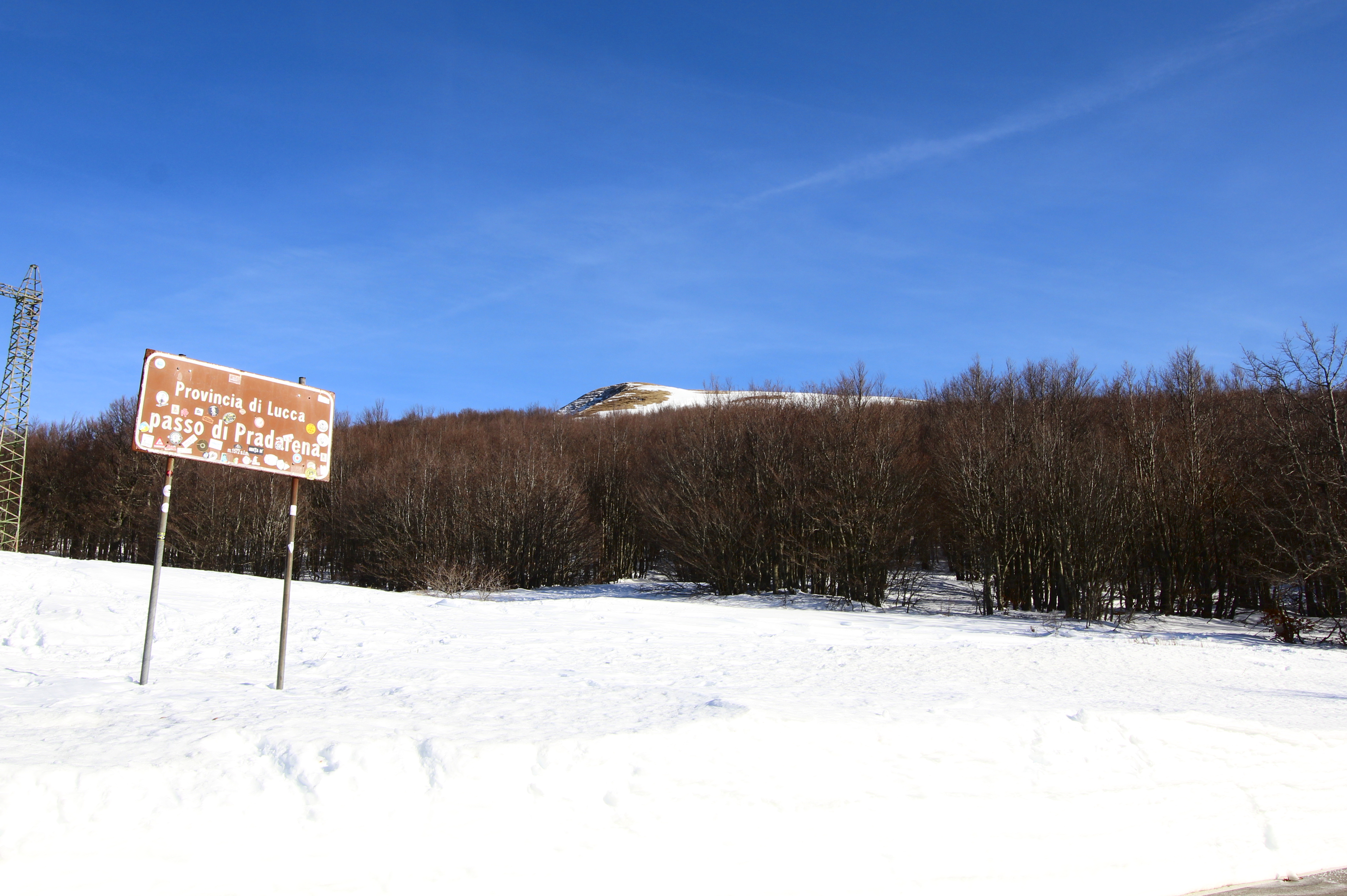
Il passo della Pradarena con il Monte Asinara